# Chapter Five: Heart of Darkness
Chapter Five: Heart of Darkness es el quinto episodio de la primera temporada de la serie de The CW, Riverdale. Fue escrito por Ross Maxwell y dirigido por Jesse Warn, fue estrenado el 23 de febrero de 2017.

## Sinopsis
Para el episodio, The CW lanzó una sinopsis oficial que dice:
LA CASA DE LOS SECRETOS Y LAS MENTIRAS - Con el funeral de Jason a la vuelta acercándose, la familia Blossom avanza con preparativos de último minuto y una agenda secreta. Mientras tanto, el intento de Archie (KJ Apa) de reenfocar su energía en el fútbol se detiene cuando se presenta la oportunidad de trabajar con un nuevo mentor musical. Betty (Lili Reinhart) se sumerge más en su investigación sobre la muerte de Jason y descubre algunas revelaciones oscuras sobre su familia. En otro lugar, después de descubrir secretos sobre su propia familia, Veronica (Camila Mendes) forma una amistad poco probable con Cheryl (Madelaine Petsch), que, con el funeral inminente de Jason, está pasando por un momento más difícil de lo que deja ver. Finalmente, Hermione (Marisol Nichols) recurre a Fred (Luke Perry) para pedir ayuda después de recibir un mensaje serpientes sureñas. Cole Sprouse y Madchen Amick también protagonizan.

## Elenco
| - KJ Apa como Archibald "Archie" Andrews. - Lili Reinhart como Elizabeth "Betty" Cooper. - Camila Mendes como Veronica Cecilia Lodge. - Cole Sprouse como Forsythe Pendleton "Jughead" Jones III. - Marisol Nichols como Hermione Apollonia Lodge. - Madelaine Petsch como Cheryl Marjorie Blossom. - Luke Perry como Frederick "Fred" Andrews. - Cody Kearsley como Marmaduke "Moose" Mason. - Ardy Ramezani como mariscal de campo. - Kadence Roach como Polly Cooper. pequeña - Trevor Stines como Jason Blossom. | - Adain Bradley como Trev Brown. - Ross Butler como Reginald "Reggie" Mantle. - Casey Cott como Kevin Keller. - Martin Cummins como Sheriff Tom Keller. - Nathalie Boltt como Penelope Blossom. - Barclay Hope como Clifford "Cliff" Cochrane Blossom. - Hayley Law como Valerie Brown. - Colin Lawrence como Floyd Clayton. - Lochlyn Munro como Harold "Hal" Cooper. - Raul Castillo como Oscar Castillo. - Barbara Wallace como Roseanne "Rose" Blossom. |

## Audiencia
El episodio fue visto por 0.98 millones de espectadores, recibiendo 0.3 millones entre los espectadores entre 18-49 años.

## Continuidad
- El título del episodio viene de la película de 1993 del mismo nombre.
- Este episodio marca la primera aparición de Valerie Brown sin las Pussycats.
- Este episodio marca la primera ausencia de Alice Cooper.
- Este episodio marca la primera aparición de Polly Cooper, aunque en reviviscencias y películas caseras de niña.